# Villino Florio (Roma)

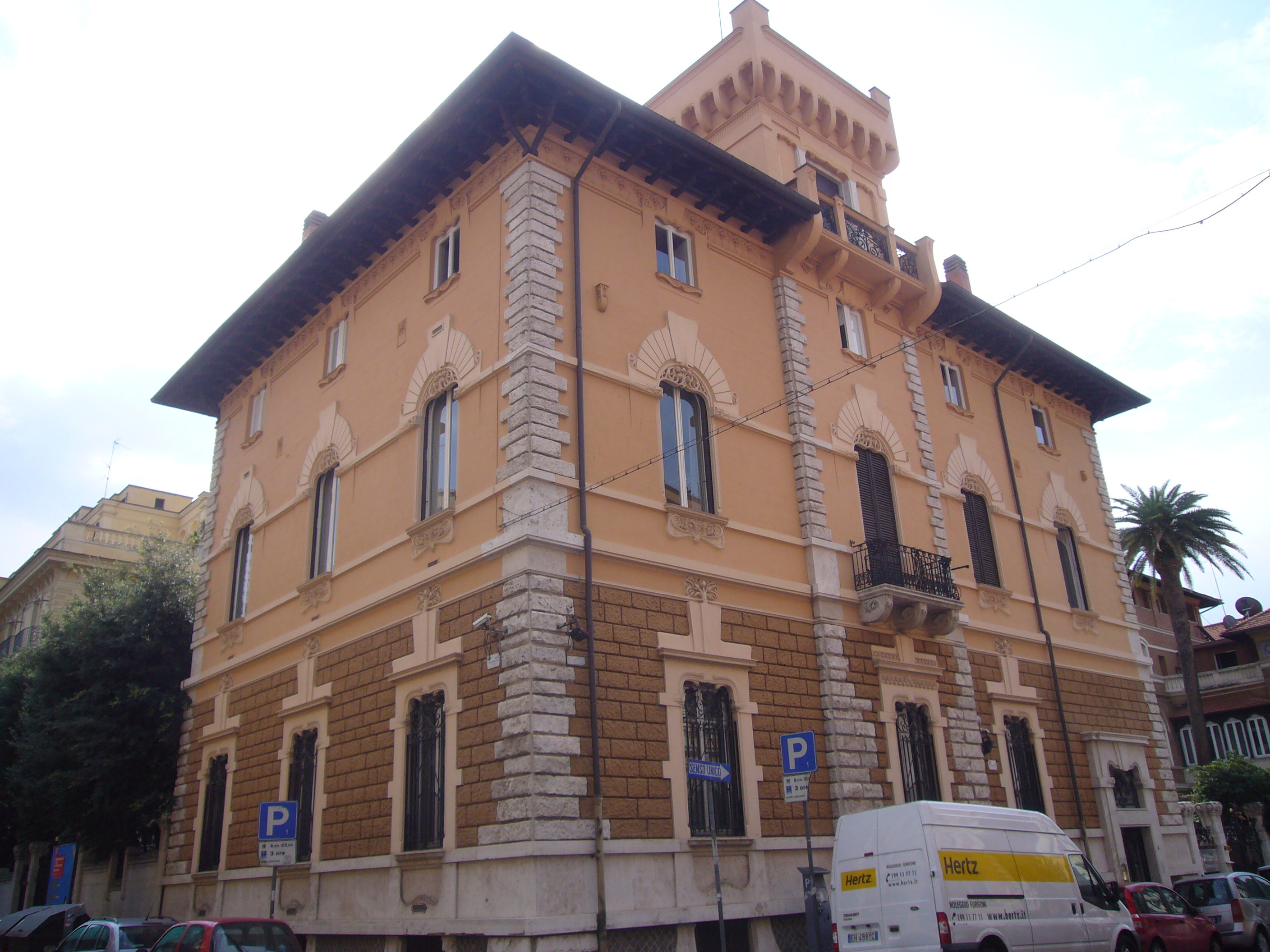
Vista do palacete.

Villino Florio, conhecido também como Palazzina Florio, é uma pequena villa art nouveau localizada na esquina da Via Abruzzi, onde está a entrada principal, e a Via Sardegna, no rione Ludovisi de Roma.

## História
Esta villa foi construída em 1902 pelo engenheiro Carlo Pincherle com base num projeto do arquiteto Ernesto Basile por encomenda de Ignazio Florio Jr, um expoente da famosa família Florio de empreendedores sicilianos.
O palacete, em forma de paralelepípedo, apresenta duas fachadas para as vias (a maior na Via Abruzzi) e duas para os jardins no fundo. A estrutura se apresenta em dois pisos além do térreo, mais um piso subsolo e um ático, e é encimado por uma torreta com um belvedere em posição mediana, ao longo da Via Abruzzi, alinhado com a fachada. A fachada leste é quebrada por uma varanda que se abre para um jardim, acima da qual está um amplo terraço ligado aos apartamentos do primeiro piso.
Basile criou uma estrutura cujo modelo original foi o palacete fortificado dos séculos XIV e XV da região de Florença no qual ele sobrepôs uma decoração floral alinhada com os mandamentos do estilo art nouveau. A influência deste estilo é particularmente acentuado no friso que coroa o alto da fachada, nas cornijas, parapeitos, lunetas e grades das janelas, além da complexa decoração da porta de entrada na Via Abruzzi. Rusticações emolduram o edifício nos quatro cantos e aparecem também na fachada principal, delimitando a estrutura vertical da torreta até a linha da rua.
Os umbrais de acesso ao jardim, tanto na Via Abruzzi quanto na Via Sardegna (quatro de cada lado) são também valiosos exemplos da arte em pedra no estilo art nouveau.